# Tabernaemontana sphaerocarpa
Tabernaemontana sphaerocarpa är en oleanderväxtart som beskrevs av Carl Ludwig von Blume. Tabernaemontana sphaerocarpa ingår i släktet Tabernaemontana och familjen oleanderväxter. Inga underarter finns listade i Catalogue of Life.